# Павловский сельский совет (Полтавская область)
Павловский сельский совет (укр. Павлівська сільська рада) — входит в состав
Машевского района
Полтавской области
Украины.
Административный центр сельского совета находится в 
с. Павловка.

## Населённые пункты совета
- с. Павловка
- с. Грабовщина